# 吴桓兴
吴桓兴（英語：George Wu，1912年12月—1986年10月30日），出生于毛里求斯，祖籍广东梅县，中国肿瘤学家，中国肿瘤学、放射治疗学的先驱。

## 生平
吴桓兴出生于毛里求斯路易斯港，1919年毕业于毛里求斯皇家学院高中并考入剑桥大学。1931年，自剑桥大学预科毕业后，他来到了故乡中国，考入上海震旦大学医学院。1936年获医学博士学位。同年进入中比镭锭治疗院（现复旦大学附属肿瘤医院）工作。次年起赴欧洲进修，曾在比利时布鲁塞尔医学院、英国皇家肿瘤医院，伦敦大学等处学习。后曾任伦敦大学附属医院放射肿瘤治疗科副主任。1946年他回到中国，出任中比镭锭治疗院院长。
中华人民共和国成立后，吴桓兴继续担任上海镭锭治疗院院长。朝鲜战争期间，他曾赴朝鲜战场。回国后调往中国人民解放军军事医学科学院任职，曾任二所所长、放射生物学系主任。1958年，他主持建立了中国医学科学院肿瘤研究所和医院，并主任所长、院长。文革期间，他被打成“资产阶级反动学术权威”。1983年，他卸任所长、院长之职，出任中国医学科学院肿瘤医院名誉院长、肿瘤研究所名誉所长。1984年加入中国共产党。1986年10月30日因巨球蛋白血症在北京逝世。在其去世后，1988年以他名字命名的桓兴肿瘤医院在北京成立。
吴桓兴是英国皇家放射学院荣誉院士（1978年）、美国放射学院荣誉院士（1982年）、法兰西学院名誉教授（1982年），并曾获得过法国骑士勋章（1985年）、比利时王冠勋章（1986年）。他还担任过中华医学会肿瘤学会主任委员、中国癌症研究基金会主席、中国抗癌协会主席、国际抗癌联盟理事、国际放射防护委员会常委等职。此外，他还是第一至五届全国人大代表，第六届全国人大常委，第五届全国政协常委，全国侨联副主席，北京市侨联主席，中国农工民主党中央常委。
吴桓兴之妻毛芝英是医学寄生虫学家毛守白之妹。